# James Bannatyne
James Bannatyne (30 de junio de 1975 en Lower Hutt) es un ex futbolista neozelandés que jugaba de arquero. Fue parte del los planteles de Nueva Zelanda que disputaron la Copa FIFA Confederaciones 2009 y la Copa Mundial de 2010.
Actualmente es el encargado de las estadísticas en la OFC TV.

## Carrera
Debutó en el Miramar Rangers en 1996. Ganó la Central Premier League en 1997 y dejó el club en 2001 para incorporarse a los Football Kingz, donde jugó hasta 2003 exceptuando durante el receso de la National Soccer League en 2002, cuando fue parte del Miramar Rangers que ganaría la Liga Nacional de Nueva Zelanda ese año. En 2005 firmó con el Canterbury United, aunque en 2006 dejaría la franquicia para incorporarse al Team Wellington, equipo donde se desempeñó hasta su retiro en 2010.

### Clubes
| Club                            | País          | Año         |
| ------------------------------- | ------------- | ----------- |
| Miramar Rangers                 | Nueva Zelanda | 1996 - 2001 |
| Football Kingz Football Club    | Nueva Zelanda | 2001 - 2002 |
| Miramar Rangers                 | Nueva Zelanda | 2002        |
| Football Kingz Football Club    | Nueva Zelanda | 2002 - 2003 |
| Canterbury United Football Club | Nueva Zelanda | 2005 - 2006 |
| Team Wellington                 | Nueva Zelanda | 2006 - 2010 |

### Selección nacional
Tuvo su debut representando a Nueva Zelanda el 18 de junio de 2001 en la victoria 2-0 sobre las Islas Cook, desde entonces, a pesar de ser una cara recurrente en los All Whites, solo jugó 3 partidos internacionales en toda su carrera.
Como mayores logros, ganó la Copa de las Naciones de la OFC en 2002 y 2008, además de ser el tercer arquero de los Kiwis en la Copa Confederaciones 2009 y el Mundial de Sudáfrica 2010, luego de esta última competición, anunció su retiro de la actividad futbolística.

## Palmarés

### Miramar Rangers
| Título                         | Año  |
| ------------------------------ | ---- |
| Central Premier League         | 1997 |
| Liga Nacional de Nueva Zelanda | 2002 |

### Nueva Zelanda
| Título                         | Año  |
| ------------------------------ | ---- |
| Copa de las Naciones de la OFC | 2002 |
| Copa de las Naciones de la OFC | 2008 |